# Ратуша Брюгге
Ратуша Брюгге (Stadhuis van Brugge) — здание городского совета города Брюгге, провинция Западная Фландрия, Бельгия. Памятник готической архитектуры XV века, яркая достопримечательность средневекового фламандского города, внесённого в список объектов всемирного наследия ЮНЕСКО в Бельгии. Расположена в центре города, на площади Бург.
Первым известным зданием, в котором проходили встречи городского совета Брюгге, была беффруа, уничтоженная пожаром в 1280 году. После этого для городского управления использовалось здание тюрьмы. В 1376 году Людовик II Мальский, граф Фландрии, принял решение о сносе тюрьмы и постройке на её месте новой ратуши.
Законченная к 1421 году, ратуша в Брюгге является одним из самых старых сохранившихся гражданских зданий исторической Фландрии и Брабанта. Её богатство и пышность позволяют судить о важном экономическом и политическом значении средневекового Брюгге.
Созданная в традициях церковной готики, она стала законодательницей моды во фламандской гражданской архитектуре своего времени. По её образу и подобию были сооружены другие знаменитые ратуши, которые всё же не смогли затмить образец своим великолепием, — в Брюсселе, Генте, Лёвене.
Двухэтажное здание ратуши имеет ясно читаемую прямоугольную форму и строгие пропорции. Богато украшенный лепной фасад рассечён высокими оконными нишами и увенчан зубчатым парапетом с башнями. За парапетом видна высокая двускатная крыша с мансардными окнами.
Особое внимание привлекают каменные статуи графов и графинь Фландрских. Это копии позолоченных исторических статуй, приписывавшихся Яну ван Эйку, которые были уничтожены во время Французской революции, и восстановлены лишь в середине XX века.
|       |  |                |  |              |
| Фасад |  | Готический зал |  | Площадь Бург |

Интерьер ратуши не уступает изысканностью фасаду. Готический зал ратуши в современном виде появился на границе XIX и XX веков, представляя собой соединённые Большой и Малый залы муниципалитета. Стрельчатые дубовые своды Готического зала украшены 16 панелями с изображениями аллегорических фигур четырёх стихий и четырёх времён года. Настенные фрески второй половины XIX века художника Альбрехта де Вриндта изображают события из истории Брюгге. Замковые камни свода украшены медальонами со сценами из Нового завета. Готический зал поныне служит местом заседаний Городского совета, здесь регистрируются браки, открыт доступ в зал и туристам.
В зале Возрождения можно увидеть роскошный камин XVI века работы Ланселота Блонделя, исполненный из дерева, алебастра и мрамора.
Часть помещений ратуши в настоящее время отданы под экспозицию городского музея Брюгге (открыта ежедневно с 9.30 до 17 часов).